# Paula Trueman
Paula Trueman, née le 25 avril 1897 à New York (État de New York), ville où elle est morte le 23 mars 1994, est une actrice américaine.

## Biographie
Très active au théâtre, Paula Trueman joue notamment à Broadway (New York) entre 1922 et 1980, dans des pièces majoritairement, mais aussi des revues (dont plusieurs Grand Street Follies durant les années 1920) et comédies musicales.
Mentionnons Le Songe d'une nuit d'été de William Shakespeare (1932, avec Charles Dingle et Ian Maclaren), Vous ne l'emporterez pas avec vous (en) de George S. Kaufman et Moss Hart (1936-1938, avec Henry Travers et Josephine Hull), Kiss and Tell (en) de F. Hugh Herbert (1943-1945, avec Joan Caulfield et Jessie Royce Landis), ou encore la comédie musicale Les hommes préfèrent les blondes (musique de Jule Styne, 1951, avec Carol Channing).
Au cinéma, Paula Trueman contribue à dix-huit films américains, le premier étant un court métrage de 1930 ; son deuxième film est One Foot in Heaven d'Irving Rapper (1941, avec Fredric March et Martha Scott) ; le troisième est le western musical La Kermesse de l'Ouest de Joshua Logan (1969, avec Lee Marvin et Clint Eastwood).
Suivent notamment Le Dossier Anderson de Sidney Lumet (1971, avec Sean Connery et Christopher Walken), Josey Wales hors-la-loi de Clint Eastwood (1976, avec le réalisateur et Sondra Locke), Zelig de Woody Allen (1983, avec le réalisateur et Mia Farrow) et Éclair de lune de Norman Jewison (son dernier film, 1987, avec Cher et Nicolas Cage).
À la télévision américaine, elle apparaît dans quinze séries, la première en 1950. Ultérieurement, citons Kojak (un épisode, 1976), Equalizer (un épisode, 1987) et Histoires de l'autre monde (sa dernière série, deux épisodes, 1985-1988).
S'ajoutent huit téléfilms diffusés entre 1963 et 1986, dont Better Late Than Never de Richard Crenna (1979, avec Harold Gould et Strother Martin).

## Théâtre à Broadway (intégrale)
(pièces, sauf mention contraire)
- 1922 : The Green Ring de Zinaïda Hippius : Lyda
- 1922 : Makers of Light de Frederick Lansing Day : Pearl
- 1922 : Grand Street Follies of 1922, revue, musique de Lily Hyland, lyrics, livret et chorégraphie d'Albert Carroll
- 1924 : Grand Street Follies of 1924, revue, musique de Lily Hyland, lyrics et livret d'Albert Carroll
- 1924-1926 : The Little Clay Cart de King Shudraka, adaptation d'Arthur William Ryder : Madanika
- 1925 : The Legend of the Dance, revue, musique de Lily Hyland, lyrics et livret d'Agnes Morgan : l'hôtesse
- 1925 : The Critic de Richard Brinsley Sheridan : une proche relation / la première nièce / une employée de la banque Thames
- 1925 : Grand Street Follies of 1925, revue, musique de Lily Hyland, lyrics et livret d'Agnes Morgan
- 1925-1927 : The Dybbuk de S. Ansky, adaptation d'Henry G. Alsberg : Gittel
- 1926 : A Burmese Pwe d'Irene Lewisohn : la princesse
- 1926 : Kuan Yin de K. L. Shi, adaptation de Carroll Lunt : Too Fei
- 1926 : The Romantic Young Lady de Gregorio Martínez Sierra, adaptation d'Helen et Harley Granville Barker : Irene
- 1926 : Grand Street Follies of 1926 revue, musique de Lily Hyland, Arthur Schwartz et Randall Thompson, lyrics et livret d'Agnes Morgan
- 1927 : Pinwheel de Francis Edward Faragoh : l'amie
- 1927 : Commedia Dell'Arte d'Amelia De Fries, d'après la commedia dell'arte : Colombine
- 1927 : Grand Street Follies of 1927, revue, musique de Max Ewing, lyrics et livret d'Agnes Morgan
- 1927 : Lovers and Enemies d'Artzybashell, adaptation de Mme Strindberg : Valeria
- 1927 : If de Lord Dunsany : Liza
- 1927-1928 : The Love Nest de Robert E. Sherwood : Maureen Milton
- 1928 : Maya de Simon Gantillon : Hermance
- 1928 : Grand Street Follies of 1928, revue, musique de Max Ewing, Lily Hyland et Serge Walter, lyrics et livret d'Agnes Morgan
- 1929 : Grand Street Follies of 1929, revue, musique de Maw Ewing et Arthur Schwartz, lyrics et livret d'Agnes Morgan
- 1930-1931 : Sweet and Low, revue, musique et lyrics de divers auteurs, livret de David Freedman, chorégraphie de Danny Dare et Busby Berkeley
- 1931 : Ladies of Creation de (et mise en scène par) Gladys Unger : Tessie Wade
- 1932 : Le Songe d'une nuit d'été (A Midsummer Night's Dream) de William Shakespeare : Puck
- 1935 : Panic d'Archibald MacLeish : une femme
- 1936-1938 : Vous ne l'emporterez pas avec vous (You Can't Take It with You) de Moss Hart et George S. Kaufman, mise en scène de ce dernier : Essie Carmichael[1]
- 1940-1941 : George Washington Slept Here de Moss Hart et George S. Kaufman, mise en scène de ce dernier : Hester[2]
- 1941 : Comme il vous plaira (As You Like It) de William Shakespeare : Phoebe
- 1943 : Feathers in a Gale de Pauline Jamerson et Reginald Lawrence : Phoebe Fuller
- 1943-1945 : Kiss and Tell de F. Hugh Herbert, production et mise en scène de George Abbott : Mary Franklin
- 1944 : Violet de (et mise en scène par) Whitfield Cook : Esther
- 1947-1948 : For Love or Money de F. Hugh Herbert : Mme Tremaine
- 1949-1951 : Les hommes préfèrent les blondes (Gentlemen Prefer Blondes), comédie musicale, musique de Jule Styne, lyrics de Leo Robin, livret de Joseph Fields et Anita Loos (d'après le roman de cette dernière), chorégraphie d'Agnes de Mille, décors d'Oliver Smith : Mme Ella Spofford (remplacement)
- 1952-1953 : Mrs. McThing de Mary Chase, mise en scène de Joseph Buloff, costumes de Lucinda Ballard : Sybil
- 1956 : Wake Up, Darling d'Alex Gottlieb, musique de scène de Leo Robin et Jule Styne, mise en scène d'Ezra Stone : Juliet
- 1962 : A Family Affair, comédie musicale, musique de John Kander, lyrics de James Goldman et John Kander, livret de James et William Goldman, mise en scène d'Harold Prince : Mme Forsythe
- 1964 : The Sunday Man (A Nadrag) de Ferenc Dunai, adaptation de Louis S. Bardoly : Mlle Mulligan
- 1967 : Sherry!, comédie musicale, musique de Laurence Rosenthal, lyrics et livret de James Lipton (d'après la pièce The Man Who Came to Dinner de Moss Hart et George S. Kaufman), mise en scène de Morton DaCosta : Harriet Stanley
- 1970 : Dr. Fish de Murray Schisgal : Mme Fish
- 1980 : Harold et Maude (Harold and Maude) de Colin Higgins : Maude (en doublure de Janet Gaynor)

## Filmographie

### Cinéma (sélection)
- 1934 : Crime Without Passion de Ben Hecht et Charles MacArthur
- 1941 : One Foot in Heaven d'Irving Rapper : Mlle Peabody
- 1969 : La Kermesse de l'Ouest (Paint Your Wagon) de Joshua Logan : Mme Fenty
- 1971 : Le Dossier Anderson (The Anderson Tapes) de Sidney Lumet : une infirmière
- 1974 : La Tour des monstres (Homebodies) de Larry Yust : Mattie
- 1975 : Les Femmes de Stepford (The Stepford Wives) de Bryan Forbes : une femme du Welcome Wagon
- 1976 : Josey Wales hors-la-loi (The Outlaw Josey Wales) de Clint Eastwood : la grand-mère Sarah
- 1977 : Annie Hall de Woody Allen : une femme dans la rue
- 1980 : Rien n'arrête la musique (Can't Stop the Music) de Nancy Walker : la femme collante
- 1983 : Zelig de Woody Allen : une femme au téléphone
- 1984 : Mrs. Soffel de Gillian Armstrong : Mme Stevenson
- 1984 : Grace Quigley d'Anthony Harvey : Dorothy Trugert
- 1987 : Dirty Dancing d'Emile Ardolino : Mme Schumacher
- 1987 : Éclair de lune (Moonstruck) de Norman Jewison : Lucy

### Télévision

#### Séries (sélection)
- 1976 : Kojak, saison 4, épisode 6 Une sale affaire (An Unfair Trade) : Celia Moore
- 1978 : La Force du destin (All My Children) , feuilleton, épisodes non spécifiés : Maggie Flannigan
- 1987 : Equalizer, saison 2, épisode 13 Sans contrôle (Beyond Control) : Mme Hammerschmidt
- 1985-1988 : Histoires de l'autre monde (Tales from the Dark Side)
  - Saison 2, épisode 12 Monsters in My Room (1985) : la tante Teresa
  - Saison 4, épisode 14 The Cutty Black Sow (1988) : l'arrière-grand-mère

#### Téléfilms (intégrale)
- 1963 : The Patriots de George Schaefer : Mme Conrad
- 1978 : The Last Tenant de Jud Taylor : une femme au foyer
- 1979 : Better Late Than Never de Richard Crenna : Alice
- 1980 : OHMS de Dick Lowry : la mère de Wheeler
- 1982 : The Electric Grandmother (en) de Noel Black : Agatha
- 1983 : O'Malley de Michael O'Herlihy : Mme Douglas
- 1983 : How to Be a Perfect Person in Just Three Days de Joan Micklin Silver : une vieille dame
- 1986 : Petite annonce pour grand amour (Classified Love) de Don Taylor : la grand-mère de Kate